# Jacques Charon
Pour les articles homonymes, voir Charon.
Ne doit pas être confondu avec Jacques Charron.
Jacques Charon est un acteur et metteur en scène français, né le 27 février 1920 dans le 4e arrondissement de Paris, ville où il est mort le 15 octobre 1975 dans le 1er arrondissement.
Il entre en 1941 à la Comédie-Française où il effectuera toute sa carrière de comédien et signera plus d'une vingtaine de spectacles. Nommé sociétaire en 1947 puis doyen en 1972, il s'est aussi distingué en tant que metteur en scène dans le théâtre de boulevard.

## Biographie

### Famille et enfance
Fils d'un chef de rayon aux Grands Magasins du Louvre, il naît à Paris rue des Bons-Enfants, près de la Comédie-Française, au domicile de ses parents. Il fait ses études au lycée Charlemagne. Très jeune, il est déjà passionné de théâtre, allant jusqu'à déclarer qu'il a appris à lire sur les affiches de la Comédie-Française. Lorsqu'il obtient des bonnes notes à l'école, ses parents autorisent sa sœur à l'emmener aux matinées de la Comédie-Française le jeudi.

### Formation

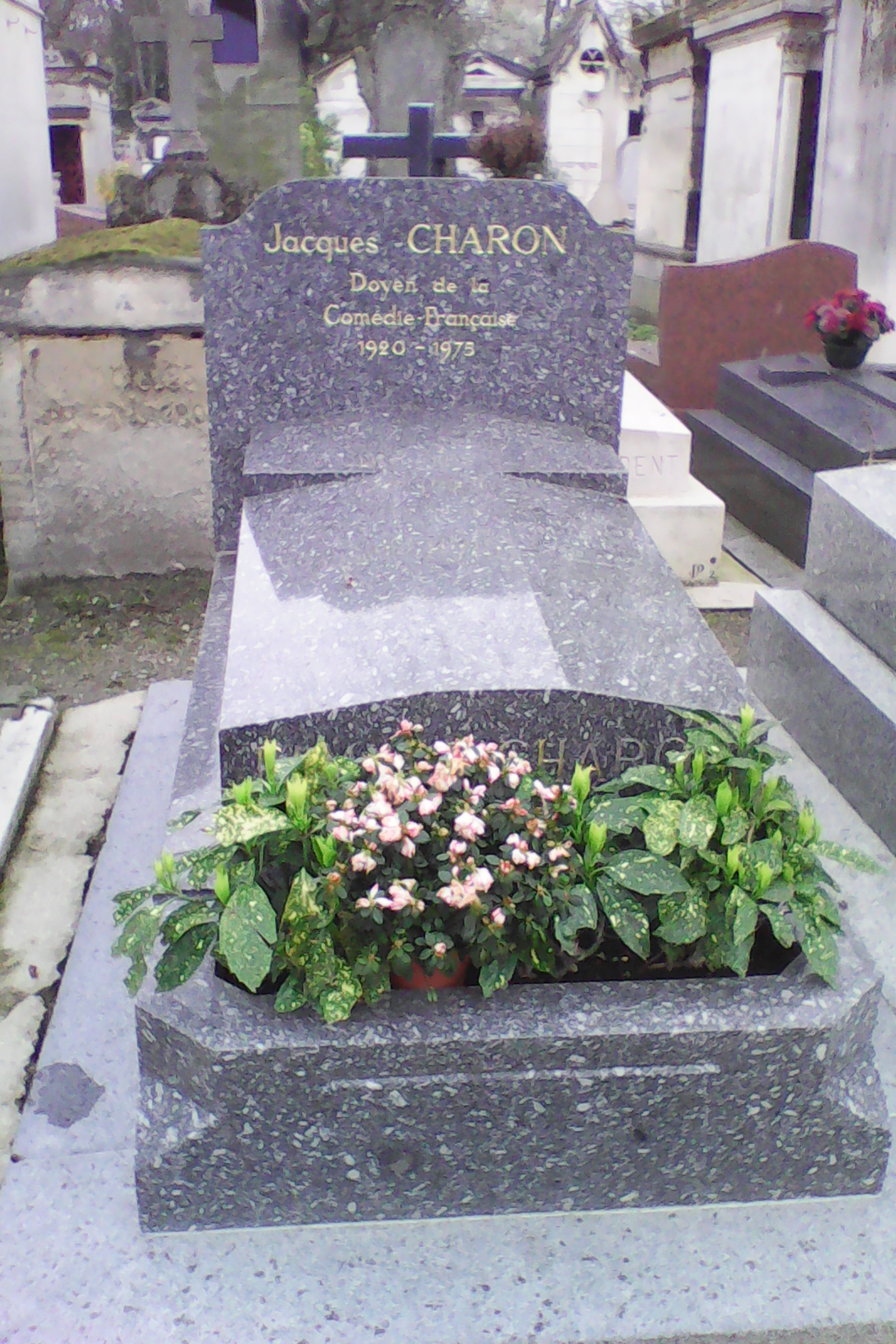
Tombe de Jacques Charon au cimetière de Montmartre (division 29).

A dix-huit ans, il exerce le métier de bonnetier, mais rêve secrètement de théâtre. Avec la complicité de sa sœur Geneviève, tous les dimanches au lieu d'aller à la messe, il suit des cours de théâtre de Julien Bertheau. Un mois après le début de sa formation il est déjà engagé pour jouer dans Forte Tête au Théâtre de l'Étoile. Puis il entre au Conservatoire national d'art dramatique à Paris dans la classe de Mme Dussane. Il obtient un deuxième prix de Comédie en première année dans Le Bavard de Carmontelle et Le Distrait de Regnard dans le rôle de Léandre. En 1941, il fait un séjour aux Chantiers de jeunesse.

### Carrière au théâtre

#### À la Comédie-Française
Jacques Charon est engagé à la Comédie-Française le 1er septembre 1941 (coryphée), il y reçoit le surnom de bébé qui ne devait plus jamais le quitter. il en est pensionnaire le 1er janvier 1942, devient le 410e sociétaire le 1er janvier 1947 et en devient le doyen le 1er janvier 1972.

#### Metteur en scène de théâtre
Il s'intéresse très rapidement à la mise en scène, alors qu'il prépare le rôle d'Arlequin dans Arlequin poli par l'amour, Gaston Baty, occupé par la mise en scène de Bérénice, lui en confie, en plus de son rôle, la mise en scène. Il fait ensuite celle du Don d'Adèle, jouée à la Comédie-Wagram.
En 1969, six pièces de théâtre qu'il a mises en scène sont jouées simultanément à Paris et trois autres tournent en province.
Jacques Charon était un boulimique du travail. Lorsqu'en 1969, Maurice Escande lui remit la Légion d’honneur, il lui dit : "Je ne vais pas résumer ta carrière devant tes amis, ce serait ridicule et puis, cela me forcerait à rester cinq heures debout."

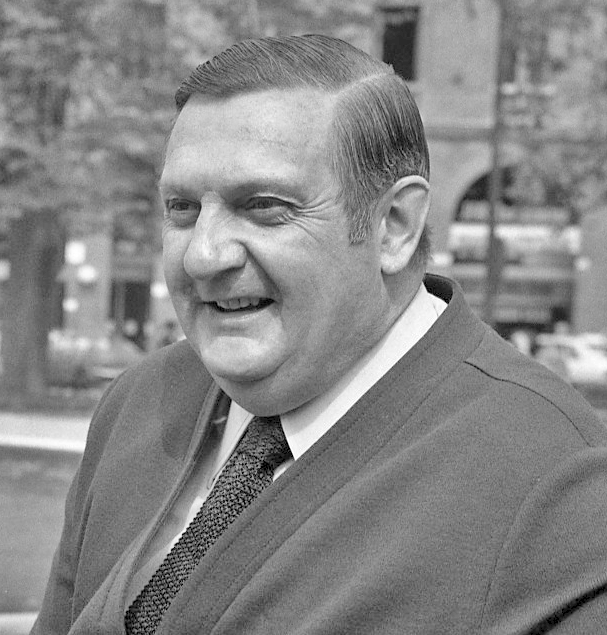
Jacques Charon en avril 1975 à Toulouse.

### Mort
Peu après avoir publié ses souvenirs sous le titre Moi, un comédien, il meurt d'une crise cardiaque le 15 octobre 1975 dans le 1er arrondissement de Paris à l'âge de 55 ans et est inhumé au cimetière de Montmartre (division 29). 

### Vie privée
À sa mort, Jacques Charon était depuis de longues années le compagnon de Robert Hirsch.

## Théâtre

### En tant que metteur en scène
- 1949 : Le Roi de Gaston Arman de Caillavet, Robert de Flers, et Emmanuel Arène
- 1950 : La Double Inconstance de Marivaux
- 1951 : Comme il vous plaira de William Shakespeare, Salle Luxembourg
- 1955 : Aux innocents les mains pleines d'André Maurois
- 1956 : Les Fourberies de Scapin de Molière
- 1956 : Le Menteur de Pierre Corneille
- 1957 : Les Fâcheux de Molière
- 1958 : À quoi rêvent les jeunes filles ? d'Alfred de Musset
- 1959 : L'Amateur du tragique de Carmontelle
- 1961 : L'Île des esclaves de Marivaux (création au Festival international de Baalbeck, reprise Salle Richelieu)
- 1961 : Monsieur de Pourceaugnac de Molière
- 1961 : Un fil à la patte de Georges Feydeau
- 1962 : Supplément au voyage de Cook de Jean Giraudoux
- 1963 : Le Misanthrope de Molière
- 1964 : Cyrano de Bergerac d'Edmond Rostand
- 1964 : Feu la mère de Madame de Georges Feydeau
- 1966 : Le Mariage forcé de Molière
- 1966 : Le Prince travesti de Marivaux
- 1966 : Le Voyage de Monsieur Perrichon d'Eugène Labiche et Édouard Martin
- 1967 : Cantique des Cantiques de Jean Giraudoux (Tournée en Amérique Latine)
- 1968 : Tartuffe de Molière
- 1971 : Madame Jonas dans la baleine de René Barjavel
- 1974 : L'Impromptu de Marigny de Jean Poiret
- 1975 : Le Plus Heureux des trois d'Eugène Labiche et Edmond Gondinet
- 1975 : La Poudre aux yeux d'Eugène Labiche et Édouard Martin

### Hors Comédie-Française

#### En tant que comédien
- 1958 : Le Misanthrope de Molière, mise en scène Raymond Gérôme, Festival de Bellac

#### En tant que metteur en scène
- 1949 : Le Don d'Adèle de Pierre Barillet et Jean-Pierre Grédy, Nice, Comédie Wagram
- 1950 : L'Amour truqué de Paul Nivoix, théâtre de la Potinière
- 1951 : Spectacle en 3 parties du Théâtre - Cabaret Agnès Capri, Chez Agnès Capri
- 1955 : La lune est bleue d'Hugh Herbert, adaptation Jean Bernard-Luc, théâtre Michel
- 1956 : Appelez-moi Maître ou Tamara de Gabriel Arout et Renée Arout, théâtre des Ambassadeurs
- 1956 : L'Or et la paille de Pierre Barillet et Jean-Pierre Grédy, théâtre Michel
- 1957 : Un français à Moscou de Pol Quentin, théâtre de la Renaissance
- 1957 : L'École des cocottes de Paul Armont & Marcel Gerbidon, théâtre Hébertot
- 1958 : Madame Avril de Fernand Nozière, théâtre Michel
- 1958 : Chérie noire de François Campaux, théâtre Michel, théâtre des Bouffes-Parisiens en 1959
- 1959 : Ange le Bienheureux de Jean-Pierre Aumont, théâtre des Célestins
- 1959 : Le Prince de Papier de Jean Davray, théâtre des Mathurins
- 1959 : Le Train pour Venise de Louis Verneuil & Georges Berr, théâtre Michel
- 1959 : Le Cœur léger de Samuel Taylor et Cornelia Otis Skinner, théâtre de l'Athénée
- 1960 : Au grand Alfred de Pierre Barillet et Jean-Pierre Grédy, théâtre Michel
- 1960 : Les Femmes savantes de Molière, théâtre des Bouffes-Parisiens
- 1960 : Piège pour un homme seul de Robert Thomas, théâtre des Bouffes-Parisiens
- 1962 : Piège pour un homme seul de Robert Thomas, théâtre de l'Ambigu
- 1962 : Trente Secondes d'amour d'Aldo de Benedetti, théâtre Michel
- 1963 : Le Don d'Adèle de Pierre Barillet et Jean-Pierre Grédy, théâtre de l'Ambigu
- 1963 : Tricoche et Cacolet d'Henri Meilhac et Ludovic Halévy, Odéon-théâtre de France
- 1964 : Fleur de cactus de Pierre Barillet et Jean-Pierre Grédy, théâtre des Bouffes-Parisiens
- 1965 : La Dame de chez Maxim de Georges Feydeau, théâtre du Palais-Royal[8]
- 1965 : Secretissimo de Marc Camoletti, théâtre des Ambassadeurs
- 1966 : L'Écharde de Françoise Sagan, théâtre du Gymnase
- 1966 : Le Cheval évanoui de Françoise Sagan, théâtre du Gymnase
- 1966 : Va, cours, vole… de Raymond Castans, théâtre des Célestins
- 1967 : Quarante Carats de Pierre Barillet et Jean-Pierre Grédy, théâtre de la Madeleine
- 1968 : La Dame de Chicago de Frédéric Dard, théâtre des Ambassadeurs
- 1968 : La Facture de Françoise Dorin, théâtre du Palais-Royal
- 1968 : Quatre pièces sur jardin de Pierre Barillet et Jean-Pierre Grédy, théâtre des Bouffes-Parisiens
- 1968 : La Puce à l'oreille de Georges Feydeau, théâtre Marigny
- 1969 : Adieu Berthe de John Murray et Allen Boretz, théâtre des Bouffes-Parisiens
- 1970 : Occupe-toi d'Amélie de Georges Feydeau, théâtre de la Madeleine
- 1970 : Double Jeu de Robert Thomas, théâtre Édouard VII
- 1970 : Douce-Amère de Jean Poiret, théâtre de la Renaissance
- 1970 : Les Bonshommes de Françoise Dorin, théâtre du Palais-Royal
- 1971 : Monsieur Pompadour de Françoise Dorin, théâtre Mogador
- 1971 : Le Ciel de lit de Jan de Hartog, adaptation de Colette, théâtre du Palais-Royal
- 1971 : Folle Amanda de Pierre Barillet et Jean-Pierre Grédy, théâtre des Bouffes-Parisiens
- 1971 : Madame Jonas dans la baleine de René Barjavel, théâtre des Bouffes-Parisiens
- 1971 : Piège pour un homme seul de Robert Thomas, théâtre Édouard VII
- 1972 : Ah ! la police de papa de Raymond Castans, théâtre des Bouffes-Parisiens
- 1973 : L'Arc de triomphe de Marcel Mithois, avec Sophie Desmarets, Louis Velle, Jacqueline Jehanneuf, théâtre Saint-Georges
- 1974 : Monsieur Amilcar d'Yves Jamiaque, théâtre des Bouffes-Parisiens
- 1975 : Peau de vache de Pierre Barillet et Jean-Pierre Grédy, théâtre de la Madeleine

## Filmographie

### Cinéma
- 1941 : Premier Rendez-vous d'Henri Decoin : Un collégien
- 1943 : Des jeunes filles dans la nuit de René Le Hénaff
- 1943 : Le Colonel Chabert de René Le Hénaff
- 1945 : L'Extravagante Mission d'Henri Calef
- 1945 : Secrets de jeunesse de Jacques Charon - court métrage
- 1946 : Jéricho d'Henri Calef : Le comte Jacques de Saint-Leu
- 1946 : L'assassin était trop familier de Raymond Leboursier - court métrage
- 1947 : Les Chouans d'Henri Calef
- 1949 : La Valse de Paris de Marcel Achard
- 1951 : Cœur-sur-Mer de Jacques Daniel-Norman
- 1951 : Dakota 308 de Jacques Daniel-Norman
- 1951 : Au fil des ondes de Pierre Gautherin
- 1951 : L'Auberge rouge de Claude Autant-Lara : Rodolphe, un voyageur
- 1951 : Le Dindon de Claude Barma : M. de Pontagnac
- 1953 : Le Petit Jacques de Robert Bibal
- 1954 : Les Intrigantes d'Henri Decoin : Antonio Pan, le jeune premier
- 1954 : Escalier de service de Carlo Rim, dans le sketch Les Berthier : Le maître d'hotel
- 1956 : Opération Tonnerre de Gérard Sandoz
- 1957 : La Blonde des tropiques d'André Roy
- 1957 : Ce joli monde de Carlo Rim : La Tulipe
- 1958 : Le Bourgeois gentilhomme de Jean Meyer
- 1959 : Les Affreux de Marc Allégret : Monestier
- 1962 : Cartouche de Philippe de Broca : Le colonel
- 1962 : Comment réussir en amour de Michel Boisrond : Le directeur des Éditions Saint-Vincent-de-Paul
- 1963 : Comment trouvez-vous ma sœur ? de Michel Boisrond
- 1963 : À la française (In the french style) de Robert Parrish
- 1964 : Comment épouser un premier ministre de Michel Boisrond : Le Chef de Cabinet
- 1965 : Le Lit à deux places de Jean Delannoy, dans le sketch : La répétition
- 1968 : La Puce à l'oreille réalisé par Jacques Charon d'après la pièce La Puce à l'oreille de Georges Feydeau
- 1970 : Trois hommes sur un cheval de Marcel Moussy
- 1973 : Monsieur Pompadour

### Télévision
- 1958 : Le Misanthrope de Jacques-Gérard Cornu : Oronte
- 1959 : Le jeu de l'amour et du hasard, réalisation Claude Dagues
- 1959 : Les Maris de Léontine, téléfilm d'André Leroux
- 1962 : Le Sexe faible d'Edouard Bourdet : Antoine, le maître d'hôtel
- 1963 : Teuf-teuf de Georges Folgoas
- 1965 : 29 degrés à l'ombre d'Eugène Labiche, réalisation Jean-Pierre Marchand
- 1965 : Le Gala de l'union des artistes
- 1966 : Si Perrault m'était conté
- 1970 : La Princesse d'Élide de Molière, réalisation Jeannette Hubert
- 1970 : Monsieur de Pourceaugnac de Molière, réalisation Georges Lacombe
- 1971 : Le Misanthrope de Molière, réalisation Pierre Dux
- 1971 : Mais n'te promène donc pas toute nue de Georges Feydeau, réalisation Jacques Audoir
- 1971 : 29 degrés à l'ombre d'Eugène Labiche, réalisation Jean-Marie Coldefy
- 1974 : Soirée Courteline : Les Boulingrin de Georges Courteline, réalisation Jeannette Hubert
- 1975 : Tartuffe de Molière, réalisation Pierre Badel

Au théâtre ce soir
- 1968 : Feu la mère de madame de Georges Feydeau, mise en scène Jacques Charon, réalisation Pierre Sabbagh, théâtre Marigny (Spectacle de la Comédie-Française) : Lucien
- 1970 : Un fil à la patte de Georges Feydeau, mise en scène Jacques Charon, réalisation Pierre Sabbagh, théâtre Marigny (Spectacle de la Comédie-Française) : Fontanet
- 1973 : Les Amants novices de Jean Bernard-Luc, mise en scène Jacques Charon, réalisation Georges Folgoas, théâtre Marigny (uniquement mise en scène)
- 1974 : Le Sexe faible d'Édouard Bourdet, mise en scène Jacques Charon, réalisation Georges Folgoas, théâtre Marigny : Antoine
- 1975 : La Facture de Françoise Dorin, mise en scène Jacques Charon, réalisation Pierre Sabbagh, théâtre Édouard VII (uniquement mise en scène)

## Publication
- Jacques Charon, Moi, un Comédien, récit de Fanny Deschamps, Albin Michel, 1975. Autobiographie.